# ترودي بيتس
ترودي بيتس (بالإنجليزية: Trudy Pitts)‏ هي عازفة جاز وعازفة بيانو أمريكية، ولدت في 10 أغسطس 1932 في فيلادلفيا في الولايات المتحدة، وتوفي بنفس المكان في 19 ديسمبر 2010 بسبب سرطان البنكرياس.

## وصلات خارجية
- ترودي بيتس على موقع ميوزك برينز (الإنجليزية)
- ترودي بيتس على موقع أول ميوزيك (الإنجليزية)
- ترودي بيتس على موقع ديسكوغز (الإنجليزية)